# بعثة الأمم المتحدة للشرطة المدنية في هايتي
بعثة الأمم المتحدة للشرطة المدنية في هايتي (MIPONUH) كانت بعثة حفظ سلام أمنية تابعة للأمم المتحدة أنشئت في الفترة من 28 نوفمبر 1997 وبدأت منذ ديسمبر 1997 إلى مارس 2000 بموجب قرار مجلس الأمن الدولي رقم 1141 في إطار البعثة استمر تدريب قوات الشرطة الجديدة المنشأة في هايتي أعقبها إطلاق بعثة الأمم المتحدة الانتقالية إلى هايتي.
قاد البعثة منذ أكتوبر 1999 الممثل الخاص للأمين العام ورئيس البعثة ألفريدو لوبيز كابرال من غينيا بيساو، دعمه منذ مايو 1999 القائد العسكري الفرنسي الكولونيل جورج غاباردو. كان مقرها الرئيسي في بورت أو برنس في هايتي. وظفت البعثة 300 ضابط شرطة مدني، بما في ذلك قوة شرطة خاصة يدعمها 72 مسؤولاً دولياً و 133 محلياً ومتطوعاً من 17 دولة.
كانت الدول المشاركة في البعثة هي الأرجنتين وبنين وفرنسا والهند وكندا ومالي والنيجر والسنغال وتوغو وتونس والولايات المتحدة.
وخلال المهمة، قُتل ستة من ضباط الشرطة وموظف مدني من بعثة الشرطة.